# André Nzapayeké
André Nzapayeké (Bangassou, 20 de agosto de 1951) es un político centroafricano, Primer ministro interino desde el 25 de enero de 2014 hasta el 10 de agosto de 2014. Antes de liderar el gobierno fue secretario-general del Banco Africano de Desarrollo y vicepresidente del Banco de los Estados de África Central. Es cristiano.

## Primer ministro
En enero de 2014, durante el conflicto civil que comenzó en 2012, la presidenta Catherine Samba-Panza lo designó Primer ministro cuando se hizo efectiva la renuncia de Nicolas Tiangaye. Al igual que la presidenta Samba-Panza su principal papel es liderar el país hasta las elecciones previstas en 2015. Al tomar posesión anunció que su prioridad era detener las masacres y otras atrocidades, restaurar la autoridad del Estado y ayudar a los desplazados por el conflicto. Pese a que la mayor parte del gobierno estaba formado por tecnócratas como Nzapayeké, su nombramiento no fue bien recibido y continuó la situación de crisis y violencia.